# Ейми Гътман
Ейми Гътман (на английски: Amy Gutman) е американска писателка на бестселъри в жанра трилър.

## Биография и творчество
Ейми Гътман е родена на 1 юни 1960 г. в Ан Арбър, Мичиган, САЩ. Израства в Индианаполис, Индиана.
В периода 1978 – 1982 г. следва в Харвардския университет в Бостън, Масачузетс, и завършва с отличие и магистърска степен по история и литература. След дипломирането си в периода 1984 – 1985 г. работи като помощник-редактор в списание „The Wilson Quarterly“ във Вашингтон, а през 1985 – 1987 г. като редактор във вестника „The Tennessean“ в Нашвил, Тенеси. След като работи за различни вестници в Мисисипи, в периода 1989 – 1990 г. работи като основател и директор в Корпуса на учителите от Мисисипи в Грийнууд и Джаксън.
През 1990 – 1993 г. следва в Юридическия факултет на Харвардския университет и получава с отличие диплома по право. След дипломирането си работи като адвокат в правните кантори „Cravath, Swaine & Moore“ (1993 – 1996) и „Parcher, Hayes & Liebman“ (1996 – 1998) в Ню Йорк.
През 1998 г. тя напуска работата си и се отдава на писателската си кариера, използвайки опита си на адвокат и журналист. През 2001 г. е публикуван първия ѝ трилър „Адвокатите от „Самсън и Милс“, който става бестселър. През 2003 г. е издаден и вторият ѝ трилър „Не съм те забравил“.
От есента на 2004 г. тя заема длъжността заместник-директор по учебната работа в Юридическия факултет на Харвард, от 2006 г. до 2009 г. е асистент. В периода 2012 – 2014 г. работи към Факултета по здравеопазване на Харвардския университет. От 2009 г. работи и като писател и редактор на свободна практика, както и като консултатнт по обществено здраве. Член е на адвокатската колегия.
От ноември 2011 г. е основател и ръководител на организацията „Plan B Nation: Living Creatively in Challenging Times“. От 2013 г. участва в проекта „OpEd“.
Ейми Гътман живее със семейството си в Масачузетс и Ню Йорк.

## Произведения

### Самостоятелни романи
- Equivocal Death (2001)
Адвокатите от „Самсън и Милс“, изд.: „Гарант 21“, София (2002), прев. Весела Прошкова
- The Anniversary (2003)
Не съм те забравил, изд.: „Гарант 21“, София (2003), прев. Цвета Мишева